# Чудское озеро
Чудско́е о́зеро (устар. Гдо́вское о́зеро, эст. Peipsi järv) — крупное пресноводное озеро, является северной составляющей  Чудско-Псковского озёрного комплекса.
Площадь озера составляет 2613 км² — это 73,6 % общей площади всего озёрного комплекса.
Северный и западный берега принадлежат Эстонской республике, восточный — Российской Федерации (Псковская область и небольшой участок в истоке реки Нарва принадлежит Сланцевскому району Ленинградской области). Со стороны Эстонии с озером граничат (с севера на юг) уезды Ида-Вирумаа, Йыгевамаа и Тартумаа.
Посередине озера проходит граница России и Эстонии. Ранее являлось внутренним водоёмом СССР, а до этого — Российской империи, когда к его берегам выходили границы Псковской, Санкт-Петербургской, Лифляндской и Эстляндской губерний. Прилегающие к озеру территории именуются Причудье.

## Этимология
Этноним чудь в Древней Руси употреблялся для обозначения древних эстов, включая сету, а также как собирательное название различных финно-угорских народов.

## Физико-географическая характеристика

### Берега, рельеф дна и гидрография озера
Чудское озеро является пятым по величине в Европе. Его площадь составляет 2613 км². Вместе с озёрами Тёплым и Псковским площадь составляет около 3550 км². Площадь зеркала колеблется в зависимости от изменений уровня воды.

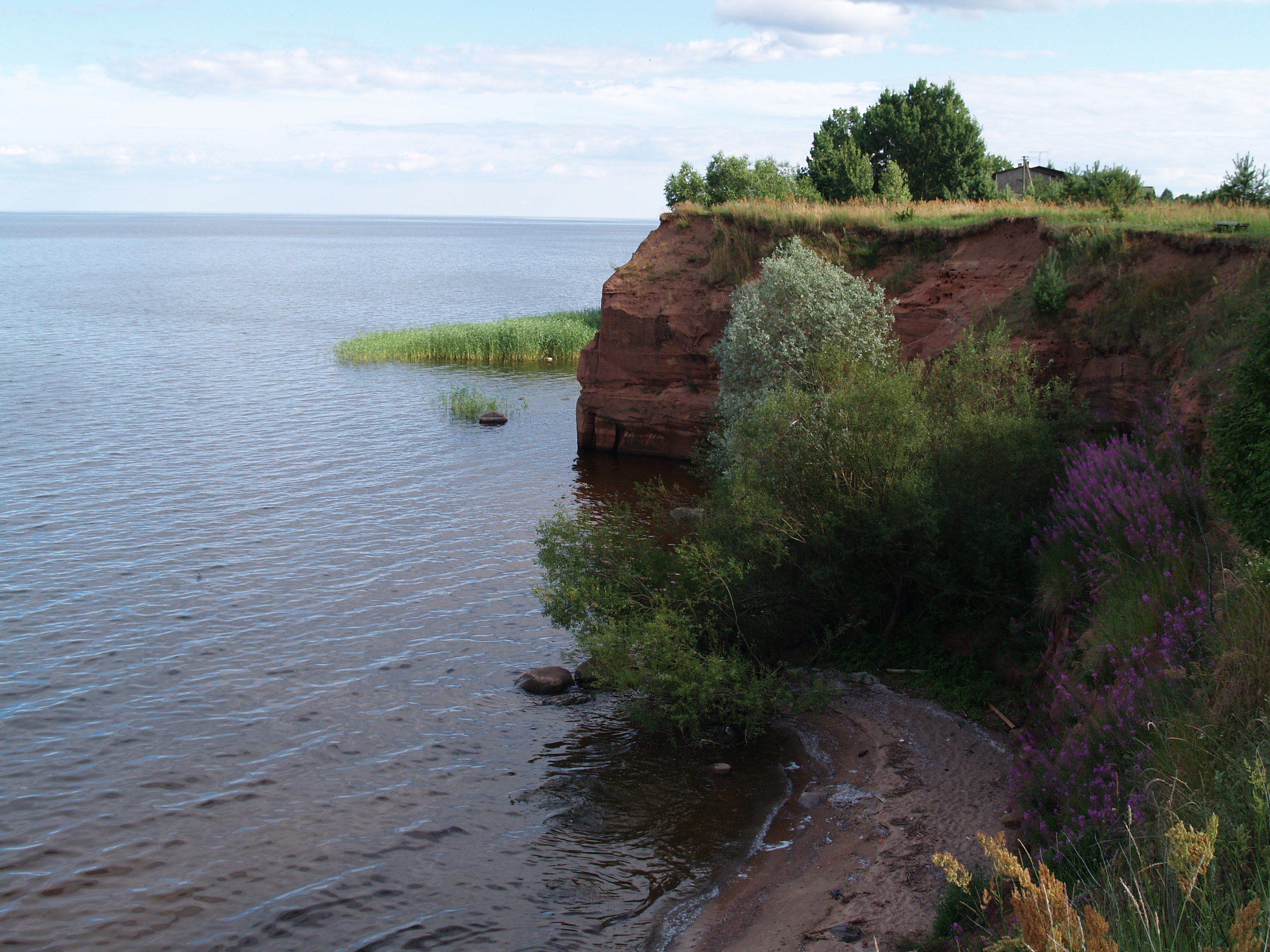
Обнажение девона возле города Калласте

Чудское озеро на карте бассейна реки Нарва

Длина озера составляет около 96 км, ширина — до 50 км, средняя глубина — 7,5 метра, наибольшая — 16,6 метра. В озеро впадают свыше 30 рек и ручьев, имеющих снеговое, дождевое и ключевое питание. Вытекает только одна приграничная река Нарва, впадающая в Нарвскую губу Финского залива Балтийского моря. Солёность воды — 0 промилле. Озеро богато планктоном, а потому и рыбой. В нём водятся следующие виды промысловых рыб: лещ, ряпушка, окунь, сиг, судак, щука, налим, плотва, снеток. Всего насчитывается 37 видов рыб и 9 видов земноводных. До недавних времен, снеток считался полностью выловленным видом в Чудском озере, но на данный момент ситуация постепенно улучшается и снеток снова становится объектом ограниченного промысла.
Береговая линия в целом ровная, но на юго-западе, юге и юго-востоке (в российском секторе) носит извилистый характер, имея заливы, косы и острова. Западный (эстонский) берег низменный, местами сильно заболочен, подвержен весеннему затоплению; восточный (российский) берег более возвышен, хотя болотистые участки перемежаются с песчаными дюнами и холмами. На юге Чудское озеро соединяется с Псковским через промежуточное Тёплое озеро. Из заливов Чудского озера значительны Лахтинский залив, Раскопельский залив и Желченский залив в устье реки Желча (все на территории России); из островов — Пийрисар (Желачек). Крупнейший приток — река Эмайыги, вливается в южную часть озера с запада. Прибрежные холмы покрыты сосновым лесом. Местами отмечаются скопления валунов. Вдоль берега на 200—300 метров тянется мелководье. Берега в основном песчаные, но по мере понижения дно становится более илистым. Главной проблемой озера является постоянное заиление судоходных каналов фарватера, в особенности пристаней, куда приходят суда, как пассажирские, так и грузовые.

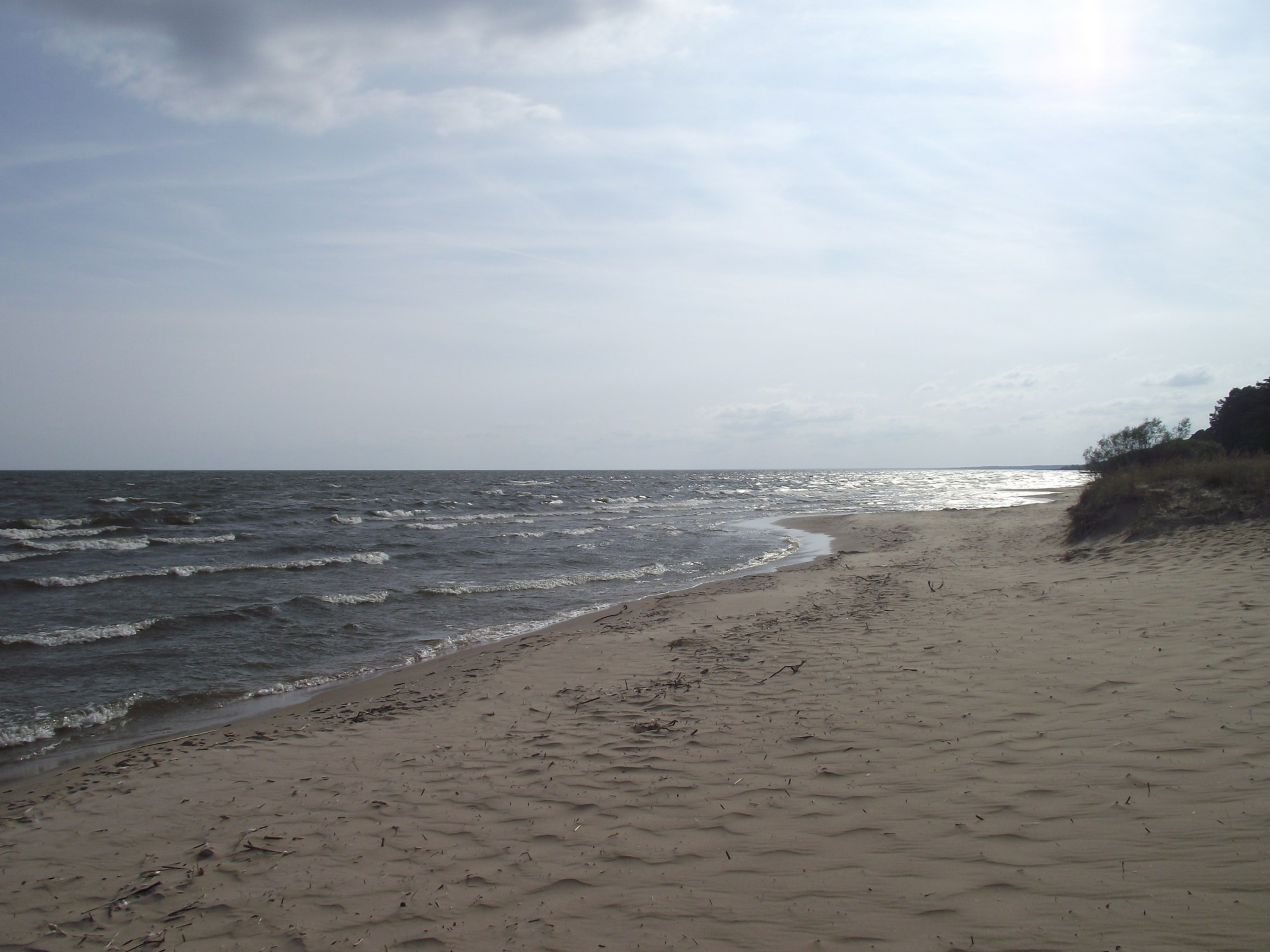
Берег озера у деревни Каукси, Эстония

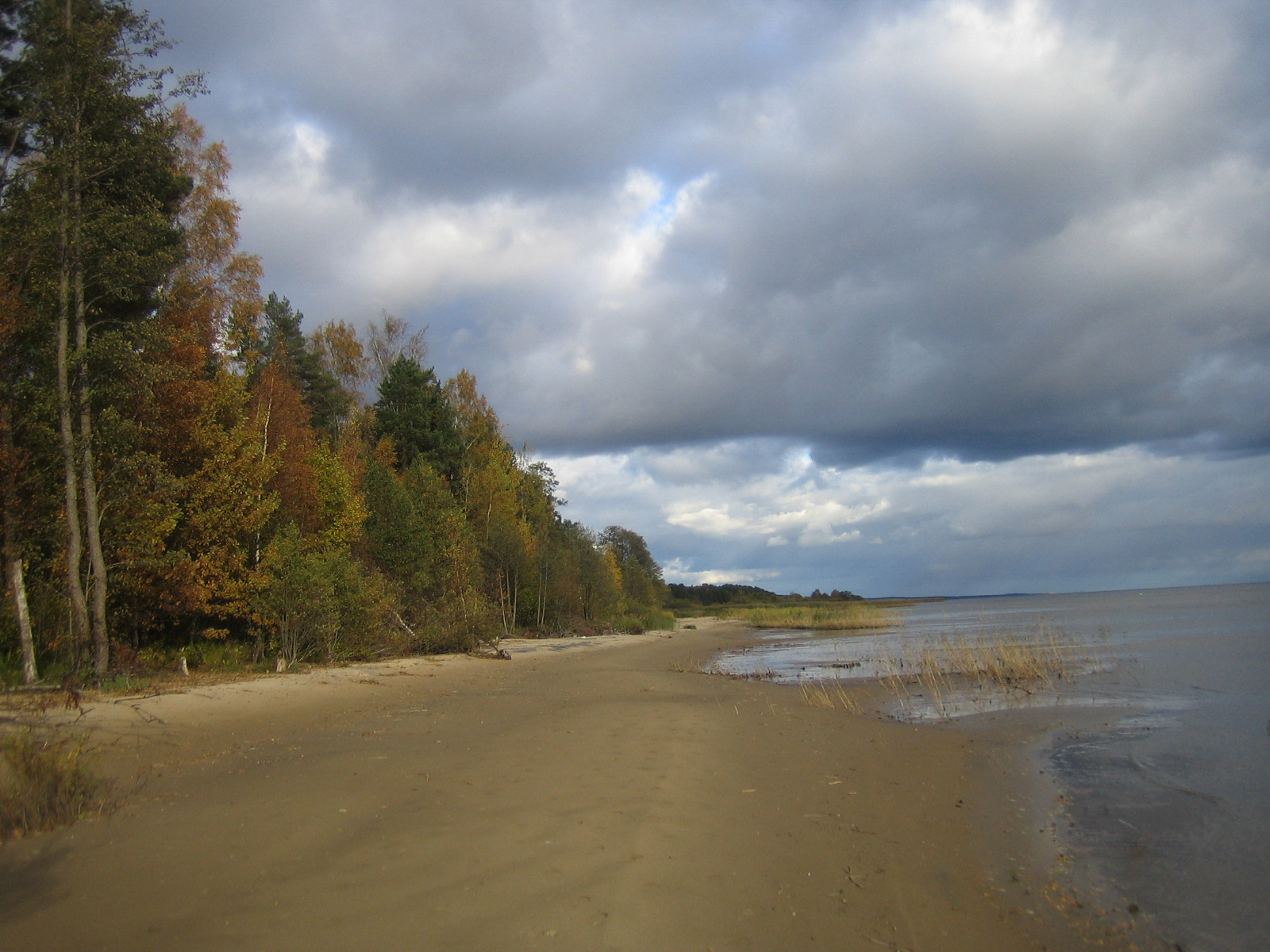
Берег озера у деревни Раннапунгерья, Эстония

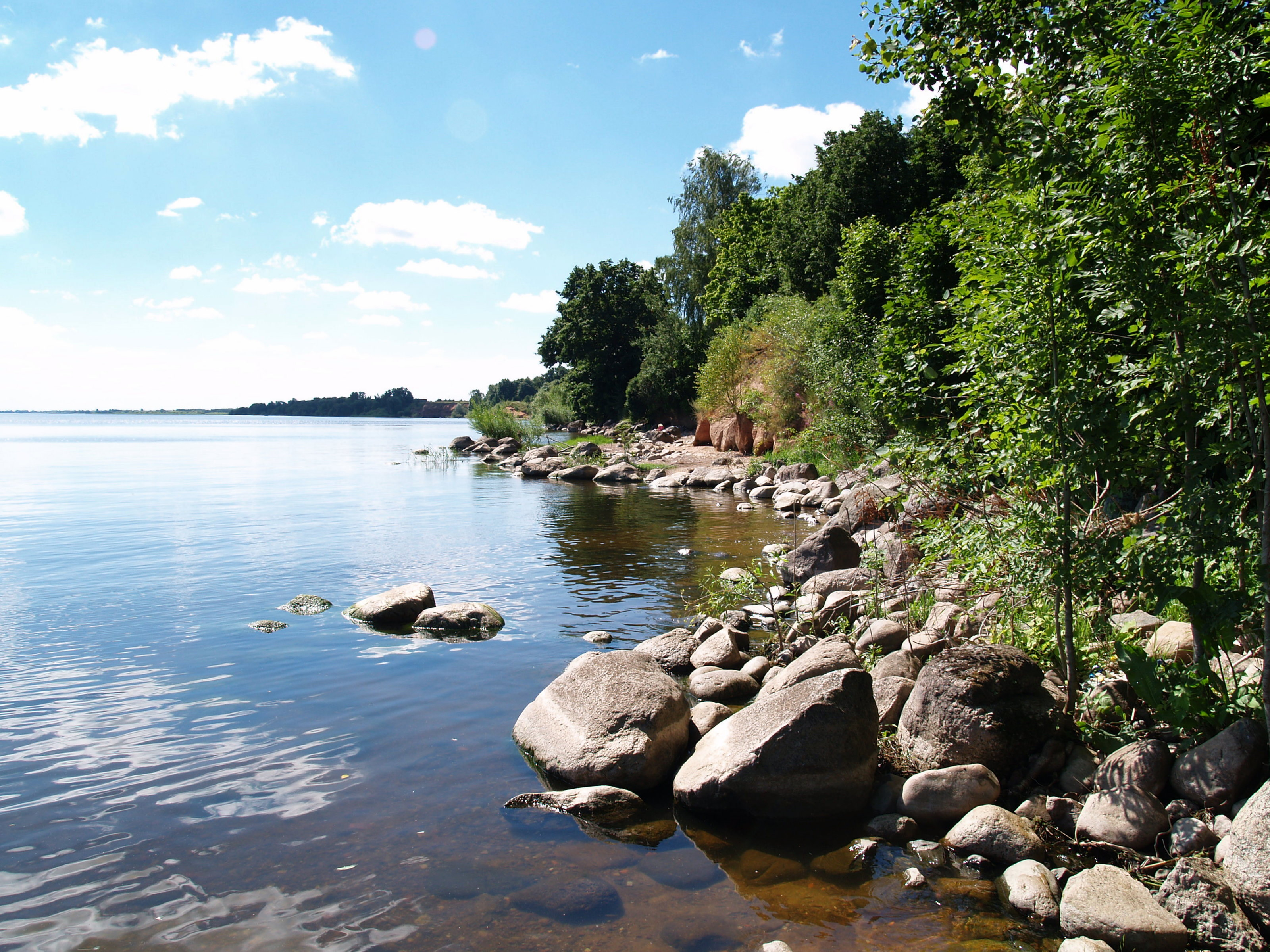
Берег озера у города Калласте, Эстония

### Реки
- В России с севера на юг:
- Задубка
- Черма
- Гдовка
- Куна
- Тороховка
- Ремда
- Желча

В Эстонии с юга на север:
- Эмайыги
- Куллавере
- Тагайыги
- Пунгерья
- Алайыги

### Острова
Залив Лахта (Россия):
- Медвежий
- Кобылий
- Ковра
- Попов-Наволок

Раскопельский залив (Россия):
- Борок
- Заячий
- Пыпно

Желченский залив (Россия):
- Озолец
- Станок
- Городец
- Вороний
- Горушка
- Сиговицы
- Самолавец

Пароходный канал (Эстония):
- о. Пийрисар
- о. Телячья Сухмань

На озере имеется около 22 островов разного размера, крупнейший из которых — эстонский остров Пийрисар площадью около 7,8 км². Около половины его территории занимают низинные болота, поросшие тростником. Расстояние от острова до эстонского берега около 2,5 км, до российского около 5,5 км. Остров низинный, средняя высота над уровнем озера 1-2 метра. Восточная часть острова возвышается до 4,2 метров. На ней расположены деревни Пирисаар и Желачек. Остальная часть острова низка и сильно заболочена, поэтому расположенная на северо-западном берегу деревня Порка страдает от наводнений. Желачек — единственный обитаемый остров Чудского озера, остальные острова низинны и необитаемы. На них летом гнездится много водоплавающей птицы.

## Население
Берега озера населяют в основном русские (повсеместно) и эстонцы (на западе). На западном берегу проживают в основном эстонцы и сету, а также русские староверы, составляющие большинство населения острова Желачек. Из-за исторически высокого уровня безработицы в Причудье, наблюдается интенсивный отток населения.

## Хозяйственное значение
На возвышенностях над озером раскинулись сельскохозяйственные угодья и посёлки. Крупнейший город российского берега — Гдов, на эстонском берегу выделяются города Калласте и Муствеэ. Красота пейзажей Чудского озера издавна привлекала внимание поэтов, писателей и художников России и Эстонии.
На озере представлены и судоходство; торгово-коммерческое направление малозначимо из-за мелководности озера. В основном представлены паромы туристического направления, имеющие внутреннюю ориентацию. Рекреационный потенциал в целом развит недостаточно, туристическая и транспортная инфраструктура была несколько более модернизирована на эстонской стороне благодаря западному кредитованию, источник которого иссяк после кризиса 2008—2009 годов. Местное население (русские, эстонцы) занимается преимущественно сельским хозяйством и рыболовством.

## Исторические факты
На льду Чудского озера 5 апреля 1242 года произошло знаменитое Ледовое побоище — битва русского войска князя Александра Невского с войском Ливонского ордена. Из-за изменчивости гидрографии Чудского озера, историкам до сих пор не удалось точно определить место, где произошло сражение. В 1958—1959 годах на предполагаемом месте битвы — участке Тёплого озера, находящемся примерно в 400 метрах к западу от современного берега мыса Сиговец, между северной его оконечностью и широтой деревни Остров — под руководством Г. Н. Караева проводились археологические исследования экспедицией Академии наук СССР, однако находок, которые связывали бы это место с битвой 1242 года, так и не было обнаружено.